# Tineke Schokker
C. (Tineke) Schokker-Strampel (Eastermar, 27 juli 1952) is een Nederlands politica en bestuurster. Ze is lid van het CDA. Sinds 4 maart 2025 is ze waarnemend burgemeester van Tietjerksteradeel.  

## Biografie
Schokker begon haar loopbaan als onderwijzeres. Later werkte zij voor het blad Frysk en Frij en was zij manager bij het Fries Paarden Centrum in Drachten. Ze is ook werkzaam geweest voor zorggroep De Friese Wouden. Van 2002 tot 2003 was ze docent bedrijfskunde en toerisme management en van 2003 tot 2007 manager toerisme-opleidingen bij de Christelijke Hogeschool Nederland in Leeuwarden. In 1999 werd ze Statenlid van Friesland en van 2007 tot 2015 was ze er gedeputeerde.
Op 7 april 2015 werd Schokker waarnemend burgemeester van Vlieland. Ze vergat tijdens de Tweede Kamerverkiezingen 2017 haar stemmachtiging en haalde zo De Telegraaf. Van 12 oktober 2017 tot 10 mei 2021 was ze burgemeester van Vlieland. Voor de Eerste Kamerverkiezingen 2023 stond Schokker op de zevende plek van de kandidatenlijst van het CDA. Dit was echter niet voldoende om verkozen te worden tot Eerste Kamerlid.
Met ingang van 4 maart 2025 werd Schokker benoemd tot waarnemend burgemeester van Tietjerksteradeel.